# Miroslav Fabián
Miroslav Fabián (* 3. prosince 1964) je bývalý slovenský fotbalista, záložník.

## Fotbalová kariéra
V československé lize hrál za Tatran Prešov. Nastoupil ve 26 ligových utkáních a dal 2 góly. Ve druhé nejvyšší soutěži hrál i za Zemplín Vihorlat Michalovce a VTJ Tábor.

## Ligová bilance
| Ročník                                      | Zápasy | Góly | Klub                        |
| ------------------------------------------- | ------ | ---- | --------------------------- |
| 1. slovenská národní fotbalová liga 1982/83 | 25     | 2    | Zemplín Vihorlat Michalovce |
| 1. slovenská národní fotbalová liga 1983/84 | 28     | 4    | Zemplín Vihorlat Michalovce |
| Česká národní fotbalová liga 1984/85        | 8      | 0    | VTJ Tábor                   |
| 1. československá fotbalová liga 1987/88    | 26     | 2    | Tatran Prešov               |
| 1. slovenská národní fotbalová liga 1988/89 | 14     | 1    | Tatran Prešov               |
| CELKEM                                      | 26     | 2    |                             |